# Heilig Hartkerk (Rooierheide)

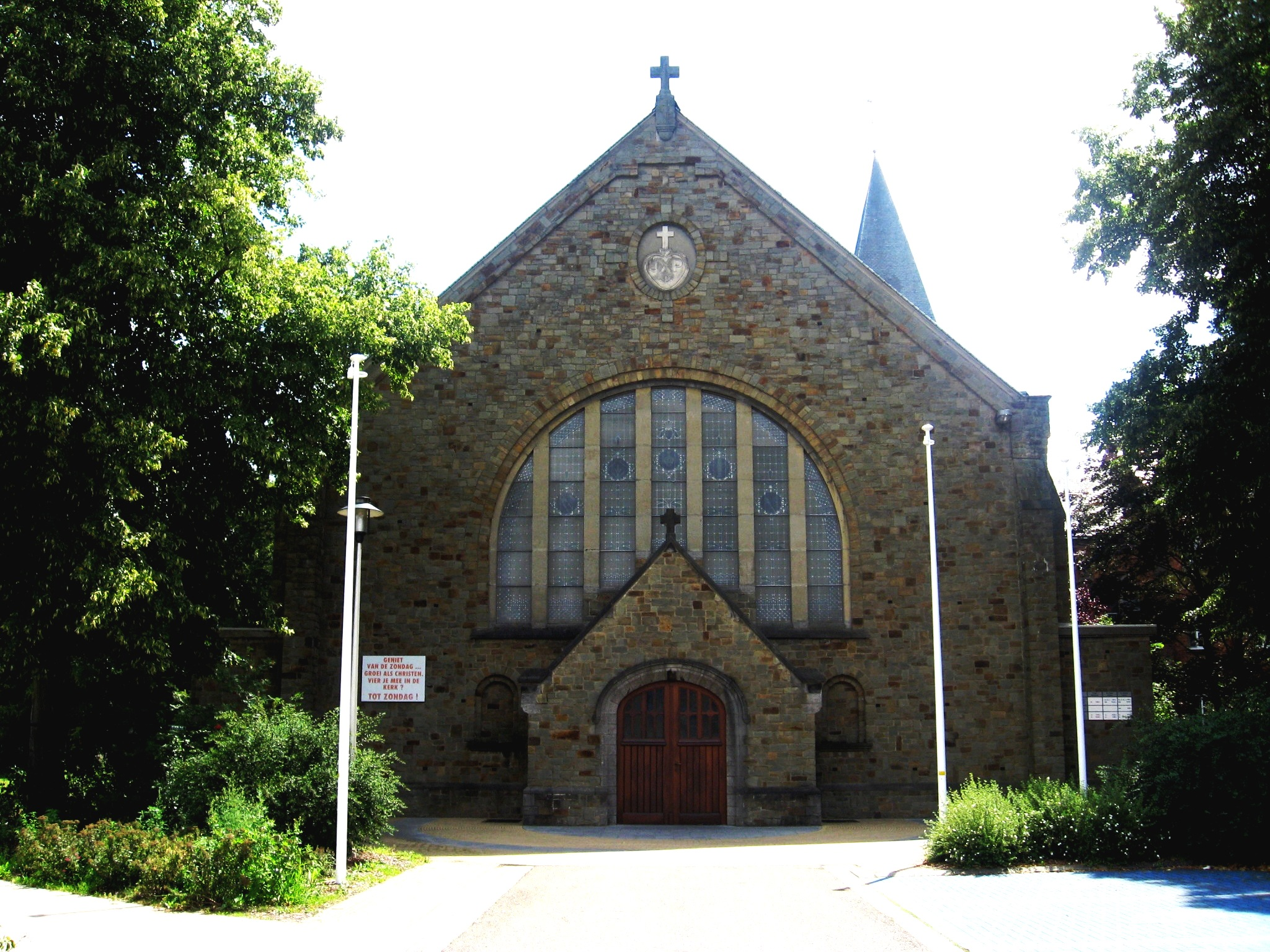
Heilig Hartkerk

De Heilig Hartkerk is de kerk van de parochie Rooierheide, gelegen aan het Patersplein (Nr.1) te Diepenbeek.

## Geschiedenis
De paters passionisten kwamen in 1912 naar Rooierheide, waar ze zorgden voor onderwijs en zich inzetten voor de zielzorg van de daar wonende (niet zo religieuze) bevolking. In 1915 kwam er een school, deze werd eerst geleid door de paters passionisten en nadien door de zusters van het Heilig Hart van Maria, een congregatie van zusters uit Hannuit. Deze was aanvankelijk eerst voor meisjes, maar in 1928 opende ook een school voor jongens. In het jaar 1933 werd de Heilig Hartkerk gebouwd. Deze deed dienst als kerk voor de congregatie der Passionisten.
Vanaf 1958 werd Rooierheide een zelfstandige parochie. Daarvoor viel deze kerk onder de parochiale kerk Sint Servatius, de Centrum parochie van Diepenbeek. Het klooster van de passionisten werd in 2003 verkocht bij gebrek aan roepingen, deze problematiek deed zich voor in de jaren 60 van de twintigste eeuw. Meer bepaald door de secularisatie en het tweede Vaticaanse Concilie. Door deze crisis werden de kloostergebouwen verkocht en werden er serviceflats in gebouwd. De parochiekerk werd verder bediend door passionisten-paters tot in 2004. De laatste Passionist, E.P. Mazijn, vertrok in 2004, waarna de parochie verder werd bediend door de diocesane priesters van de federatie Diepenbeek. Een gedenkplaat in het ontmoetingscentrum herinnert aan hun inzet voor Rooierheide.

## Kerkgebouw
De kerk is opgetrokken in neoromaanse stijl. Als materiaal werd voornamelijk natuursteen gebruikt. Opvallend is het bijna halfronde glas-in-loodvenster boven het portaal. De gehele vensters stellen de martelwerktuigen van Christus voor. Boven het venster van het portaal is een medaillon aangebracht dat het passionistenschild voorstelt. 
Het interieur is opvallend ruim en richt de blik onmiddellijk op het ruime priesterkoor. Vooraan prijken twee houten beelden van het Heilig Hart van Jezus en het Onbevlekt Hart van Maria. Tevens bevinden er zich de communiebank en de preekstoel die beiden zijn uitgevoerd in gele zandsteen en marmer. Achteraan prijken hoog aan de wand de twee beelden van de heilige Gabriel van de Moeder van Smarten en de heilige Gemma Galgani, beide ordensheiligen van de Passionisten. De kruiswegstaties werden in 1935 vervaardigd door Michel de Loore. Opvallend zijn verder de beelden van de stichter, de heilige Paulus van het Kruis, de heilige  Barbara, de zijaltaren (toegewijd aan Onze Lieve Vrouw van Smarten, Onze Lieve Vrouw Middelares, de heilige Jozef en de weekdagkapel). Ook het grote Passiekruis boven het Hoogaltaar trekt onmiddellijk de aandacht. Midden in het priesterkoor bevindt zich een mozaïek, het passionistenschild voorstellend. Bij het Tweede Vaticaanse Concilie werd vooraan aan het priesterkoor een verhoging gebouwd, bekleed met grijs tapijt. Er werden een volksaltaar, twee ambo's, een credenstafel, kandelaren en priesterzetels aangekocht om te voldoen aan de "noden van die tijd". Bij deze veranderingen werden de twee beelden van het Heilig Hart van Jezus en het beeld van de heilige Maria Goretti naar de zolder gebracht en aan het oog onttrokken. Boven aan de rechter- en linkerzijde in het koor bevinden zich twee oksalen die dienst deden om het orgel en zangkoor een plaats te geven.

## Bezienswaardigheden
De kerk bezit een groot assortiment aan kerkelijke gewaden en gewijde vaten. Al deze objecten staan in het teken van de congregatie der Passionisten. 
Tevens is er achter de kerk een grondstuk met bomen en struikgewassen, hier bevinden zich het grote Heilig Hart-beeld dat werd opgericht na de tweede wereldoorlog, een Calvarieberg met daarrond de grafstenen van de Passionisten en een Lourdesgrot. 